# 蘇武岳
蘇武岳（そぶだけ）は、兵庫県美方郡香美町と豊岡市との境界に位置する山。標高1,074.4m。兵庫50山の一つ。氷ノ山後山那岐山国定公園に属する。
蘇武岳には一等三角点がある。山頂からは360度の眺望
が得られ展望デッキからは、麓の阿瀬渓谷から氷ノ山、鉢伏山、瀞川山、陣鉢山、扇ノ山といった但馬と因幡の山々、遠く日本海まで見渡すことができる。
西麓の大糠神社に登山道の入り口がある。また北麓を国道482号が「蘇武トンネル」で抜けている。
登山家・加藤文太郎と植村直己が愛した故郷の山として知られる。